# Гімнот
Гімнот (Gymnotus) — рід неотропічних риб родини гімнотових (Gymnotidae), найрізноманітніший і найпоширеніший серед усіх родів гімнотоподібних. Gymnotus є єдиним родом у складі підродини Gymnotinae.

## Поширення
Гімноти мешкають у прісних водоймах по всій території низин Центральної та Південної Америки від Південної Мексики до пампасів Аргентини.

## Склад роду
У період 1758—1994 років описано лише 10 видів Gymnotus, але згодом у зв'язку з відновленням інтересу до таксономії роду та активним дослідженням нових регіонів Неотропіки, кількість визнаних видів значно зросла. Станом на листопад 2024 року рід включав 47 дійсних видів:
- Gymnotus anguillaris  Hoedeman, 1962
- Gymnotus arapaima  Albert & Crampton, 2001
- Gymnotus arapiuns  Kim, Crampton & Albert, 2020
- Gymnotus ardilai  Maldonado-Ocampo & Albert, 2004
- Gymnotus aripuana  Kim, Crampton & Albert, 2020
- Gymnotus bahianus  Campos-da-Paz & Costa, 1996
- Gymnotus capanema  Milhomem, Crampton, Pierczeka, Shetka, Silva & Nagamachi, 2012
- Gymnotus capitimaculatus  Rangel-Pereira, 2014
- Gymnotus carapo  Linnaeus, 1758
- Gymnotus cataniapo  Mago-Leccia, 1994
- Gymnotus chaviro  Maxime & Albert, 2009
- Gymnotus chimarrao  Cognato, Richer-de-Forges, Albert & Crampton, 2008
- Gymnotus choco  Albert, Crampton & Maldonado-Ocampo, 2003
- Gymnotus coatesi  LaMonte, 1935
- Gymnotus coropinae  Hoedeman, 1962
- Gymnotus cuia  Craig, Malabarba, Crampton & Albert, 2018
- Gymnotus curupira  Crampton, Thorsen & Albert, 2005
- Gymnotus cylindricus  LaMonte, 1935
- Gymnotus darwini  Campos-da-Paz & de Santana, 2019
- Gymnotus diamantinensis  Campos-da-Paz, 2002
- Gymnotus esmeraldas  Albert & Crampton, 2003
- Gymnotus eyra  Craig, Correa-Roldán, Ortega, Crampton & Albert, 2018
- Gymnotus henni  Albert, Crampton & Maldonado-Ocampo, 2003
- Gymnotus inaequilabiatus  (Valenciennes, 1839)
- Gymnotus interruptus  Rangel-Pereira, 2012
- Gymnotus javari  Albert, Crampton & Hagedorn, 2003
- Gymnotus jonasi  Albert & Crampton, 2001
- Gymnotus maculosus  Albert & Miller, 1995
- Gymnotus mamiraua  Albert & Crampton, 2001
- Gymnotus melanopleura  Albert & Crampton, 2001
- Gymnotus obscurus  Crampton, Thorsen & Albert, 2005
- Gymnotus occidentalis  Craig, Crampton & Albert, 2017
- Gymnotus omarorum  Richer-de-Forges, Crampton & Albert, 2009
- Gymnotus onca  Albert & Crampton, 2001
- Gymnotus panamensis  Albert & Crampton, 2003
- Gymnotus pantanal  Fernandes, Albert, Daniel-Silva, Lopes, Crampton & Almeida-Toledo, 2005
- Gymnotus pantherinus  (Steindachner, 1908)
- Gymnotus paraguensis  Albert & Crampton, 2003
- Gymnotus pedanopterus  Mago-Leccia, 1994
- Gymnotus refugio  Giora & Malabarba, 2016
- Gymnotus riberalta  Craig, Correa-Roldán, Ortega, Crampton & Albert, 2018
- Gymnotus stenoleucus  Mago-Leccia, 1994
- Gymnotus sylvius  Albert & Fernandes-Matioli, 1999
- Gymnotus tigre  Albert & Crampton, 2003
- Gymnotus tiquie  Maxime, Lima & Albert, 2011
- Gymnotus ucamara  Crampton, Lovejoy & Albert, 2003
- Gymnotus varzea  Crampton, Thorsen & Albert, 2005

Розширення знань на видовому рівні супроводжувалося спробами створити систематичну класифікацію роду. Була розроблена неофіційна, але широко прийнята для використання таксономія нижче рівня роду. Вона включає 6 підродів або груп видів:
- Підрід Gymnotus (група видів Gymnotus carapo): G. arapaima, G. ardilai, G. bahianus, G. capanema, G. carapo, G. eyra, G. chaviro, G. chimarrao, G. choco, G. curupira, G. cuia, G. diamantinensis, G. mamiraua, G. interruptus, G. obscurus, G. omarorum, G. pantanal, G. riberalta, G. sylvius, G. ucamara, G. varzea. Найбільша група, включає види, поширені на великій території від тихоокеанських схилів Анд у Колумбії до північної Аргентини.
- Підрід Tijax (група видів Gymnotus cylindricus) включає виключно центральноамериканські види: G. cylindricus, G. maculosus, G. panamensis.
- Підрід Tigre (група видів Gymnotus tigre): G. esmeraldas, G. henni, G. inaequilabiatus, G. paraguensis, G. tigre. Друга за розміром географічного поширення група, включає великі заплавні хижі види, поширені від південної Панами до північної Аргентини.
- Підрід Tigrinus (група видів Gymnotus coatesi): G. coatesi, G. coropinae, G. javari, G. jonasi, G. melanopleura, G. onca, G. stenoleucus. Це переважно дрібні риби, що населяють струмки тропічного лісу в басейнах Амазонки, Ориноко на річок Гвіани.
- Підрід Lamontianus (група видів Gymnotus cataniapo): G. anguillaris, G. arapiuns, G. aripuana, G. cataniapo, G. pedanopterus, G. tiquie. Поширені по всій Східній Амазонці та в річках, що витікають з Гвіанського і Бразильського щитів.
- Підрід Pantherus (група видів Gymnotus pantherinus) включає види, що обмежуються південно-східним узбережжям Бразилії: G. capitimaculatus, G. pantherinus, G. refugio.

## Опис
Представники роду Gymnotus можуть сягати розміру 100 см завдовжки. Вони мають струнке, сплощене з боків тіло, повністю вкрите лусками. Рот верхній, вузький, озброєний зубами, нижня щелепа довша за верхню; очі виразні. Анальний плавець довгий, закінчується біля кінчика хвоста. Спинний, черевні та хвостовий плавці відсутні. Бічна лінія повна. Знизу від хребта розташований електричний орган, здатний створювати слабкий електричний розряд.
Визрівають у 2-3 роки. Нерест сезонний. Фітофіли. Плідність становить 500—1000 ікринок. Інкубаційний період триває 50 годин. У неволі живуть до 10 років. Досягаючи розміру приблизно 15 см загальної довжини молодь має пропорції дорослої особини.

## Спосіб життя
Види Gymnotus демонструють різноманітні фенотипи. Наприклад, метрової довжини G. inaequilabiatus живе в заплавах і харчується рибою, а дрібні риби розміром 15 см, як G. coropinae, мешкають у невеликих лісових струмках і харчуються дрібними бентосними організмами.